# Rijksweg 61
Rijksweg 61 (N61) is een 27 kilometer lange Nederlandse weg die een belangrijke oost-westverbinding vormt door Zeeuws-Vlaanderen. De weg loopt van Terneuzen naar Schoondijke en leidt verkeer van en naar de Westerscheldetunnel. De N61 was in 2012 een van de onveiligste wegen van Nederland, en is daarom ingrijpend gerenoveerd. De weg was tot dusverre grotendeels enkelbaans, met deels aan beide zijden vrijliggende fietspaden.
Tot 2006 liep Rijksweg 61 van Terneuzen in oostelijke richting door naar Terhole, noord van Hulst, waar de weg aansloot op de voormalige Rijksweg N60. Dit gedeelte is, net als de N60, overgedragen aan de provincie Zeeland en draagt sinds eind 2007 het wegnummer N290.

## Geschiedenis

### Veiligheid en opwaardering
De smalle, drukke N61 was al jaren algemeen bekend als gevaarlijk, en heeft een reputatie als dodenweg. Ook de verkeersdoorstroming liet te wensen over. Daarom werd in 2013 en 2014 een aanmerkelijke reconstructie van de N61 uitgevoerd. Van de Westerscheldetunnelweg tot Schoondijke werd de weg geheel opnieuw ingericht als 100 km/h regionale stroomweg met bijna geheel doorlopende parallelwegen aan beide kanten van de hoofdrijbaan. Van Hoek tot en met de aansluiting op de N676 naar Breskens zijn er nog maar zes verbindingen zijn met de hoofdrijbaan — alle overige kruisingen worden afgehandeld via de parallelwegen. Het gaat hierbij om zes rotondes. Bij Hoek en IJzendijke zijn deze van het type turborotonde, en vijf van de zes rotondes hebben fietstunnels.

De hoofdrijbaan heeft over het gehele traject vangrails tussen de rijrichtingen. Tot Biervliet is de weg tevens naar 2x2 rijstroken verbreed; het resterende deel is 2x1-strooks. Daarbij is de weg bij Schoondijke met een nieuwe rondweg om het dorp heen gelegd. Voor de hulpdiensten is na Biervliet een uitwijkstrook, en bij de rotondes in Schoondijke en IJzendijke inhaalstroken. Bij natuurgebied De Braakman is ook nog een nieuwe brug gebouwd voor het snelle verkeer. De oude brug blijft in gebruik voor de parallelweg.  Bij IJzendijke is een nieuwe verzorgingsplaats. 

### Sluiskiltunnel en nieuw tracéN62
De 1x2-strooks draaibrug bij Sluiskil over het Kanaal van Gent naar Terneuzen staat gemiddeld 23 keer per dag open en is een knelpunt voor het weg- en waterverkeer. Daarom is ten zuiden van de brug een tunnel onder het kanaal gebouwd voor het auto- en vrachtverkeer op de N62, de in mei 2015 geopende Sluiskiltunnel. De N62 heeft zodoende een geheel nieuw, eigen tracé van de Westerscheldetunnelweg naar de Tractaatweg. De dubbelnummering van de N61 en N62 nabij Terneuzen kon daarmee worden opgeheven. De draaibrug bij Sluiskil blijft in gebruik voor treinverkeer en bestemmingsverkeer, en als doorgaande verbinding tussen de N61 en de N290. Als onderdeel van het project is in 2013 de rotonde tussen Sluiskil en Hoek vervangen door een nieuwe ongelijkvloerse kruising: aansluiting Axelsche Gat.

## Aantal rijstroken
| Traject                                      | Aantal rijstroken |
| -------------------------------------------- | ----------------- |
| Kruising Terneuzen N290 - Kruising N686      | 2×2               |
| Kruising N686 - aansluiting Axelsche Gat N62 | 1×2               |
| aansluiting Axelsche Gat N62 - Biervliet     | 2×2               |
| Biervliet - Schoondijke N253/N676            | 2×1               |